# Kapittel van de Militaire Willems-Orde
Het kapittel van de Militaire Willems-Orde, in de wet "Kapittel der Militaire Willems-Orde" genoemd, is een bestuursorgaan, een kapittel dat de Militaire Willems-Orde bestuurt en de voordrachten bestudeert.
Bij de instelling van de Orde was voorzien in bijzonder ceremonieel en in een kapittel dat de Orde zou administreren. In het kapittel zouden ridders in de Militaire Willems-Orde zitting hebben maar de wet sloot anderen niet uit. Van deze voornemens kwam weinig terecht. De ministeries werkten niet naar behoren met het kapittel samen en het kapittel werd pas in 1946 min of meer voltallig benoemd. De archieven van de Militaire Willems-Orde bleven daardoor vaak onvolledig.

Sinds 1945 zit de Kanselier van de Nederlandse Ridderorden, die ook Kanselier van de Militaire Willems-Orde is, het kapittel voor.
In haar huidige vorm adviseert het Kapittel der Militaire Willems-Orde de Minister van Defensie over voorstellen of aanvragen tot decoratie van militairen of burgers die zich in de strijd door uitstekende daden van moed, beleid en trouw hebben onderscheiden.

## Wettelijke grondslag voor het Kapittel der Orde
Artikel 11 van de Wet op de Militaire Willems-Orde zoals vastgelegd in de "Wet tot herziening van de Wet van 30 april 1815 Nr 5 (Staatsblad Nr 33), houdende instelling van de Militaire Willems-Orde" geeft de ook nu nog geldende regels voor het bestuur van de Militaire Willem-Orde.
De wet werd gearresteerd bij besluit van Hare Majesteit de Koningin in dato 30 april 1940. Door het uitbreken van de oorlog kon de wet niet in de Staatscourant worden gepubliceerd.
Het Kapittel der Orde zal bestaan uit een door Ons te bepalen aantal leden en plaatsvervangende leden, zo mogelijk allen ridders der Militaire Willems-Orde.
De Kanselier der Nederlandse Orden is lid en voorzitter van het Kapittel. Het Kapittel voegt zich een secretaris toe.
De leden, zomede de plaatsvervangende leden van het Kapittel, worden door Ons benoemd en ontslagen.
De taak van het Kapittel wordt door Ons omschreven.
In het Reglement op de Militaire Willems-Orde worden nog nadere regels gesteld.

## Kapittel in de twintigste eeuw
In de loop van de 20e eeuw waren er geen, of geen geschikte, Ridders in de Militaire-Willems-Orde bij de marine te vinden.De meeste gevechten werden immers door het Nederlands-Indisch leger gevoerd. Deze omstandigheid en de in 1941 in een in Londen vastgesteld reglement vastgelegde leeftijdsgrens van 75 jaar, maakten het moeilijk om geschikte kanseliers te vinden.
In 1946 maakten ridders die gevraagd waren om in het Kapittel van de Militaire Willems-Orde zitting te nemen bezwaar tegen een kanselier die geen Willemsorde droeg. Generaal-majoor van den Bent moest, hoe kundig en enthousiast hij ook was, aftreden als kanselier. Zijn opvolger, Generaal-majoor Henri Koot was wél ridder.

## Kapittel in de eenentwintigste eeuw
Het Kapittel der Militaire Willems-Orde is in de eerste plaats een adviesorgaan van de Minister van Defensie. Wanneer iemand of een militaire eenheid wordt voorgedragen of gebruikmaakt van zijn recht van reclame en zichzelf voordraagt legt de minister de binnengekomen voordracht voor aan het kapittel.
Wanneer de Minister van Defensie en het Kapittel verschillend oordelen zal de Ministerraad een besluit nemen. De benoeming in de Militaire Willems-Orde geschied in een Koninklijk Besluit waarin de overweging van het Kapittel wordt geciteerd.
De Kanselier der Nederlandse Orden is uit hoofde van zijn functie voorzitter van het Kapittel. De Militaire Willems-Orde heeft al sinds 1906 geen eigen Kanselier van de Militaire Willems-Orde meer.
Het Kapittel heeft zeven vaste leden en drie plaatsvervangende leden. Omdat in de wet staat dat de leden "zo mogelijk" Ridder in de Militaire Willems-Orde moeten zijn werden tot voor kort alleen dragers van de Militaire Willems-Orde lid van het Kapittel. Dit gold ook voor de functie van Kanselier. Deze traditie is echter noodgedwongen doorbroken. Sinds 2019 is er echter weer een Ridder MWO lid.
Alle vier de krijgmachtdelen (Koninklijke Marine, Koninklijke Landmacht, Koninklijke Luchtmacht en Koninklijke Marechaussee) zijn in het Kapittel vertegenwoordigd.
Naast het Kapittel beoordeelt ook een door de Minister van Defensie ingestelde Commissie Dapperheidsonderscheidingen voordrachten voor onderscheidingen binnen de strijdkrachten.
In 2022 bestond het Kapittel uit tien officieren.
- Generaal-majoor der Cavalerie  b.d. Henk Morsink, voorzitter
- Luitenant-generaal-vlieger van de Koninklijke Luchtmacht b.d. Bart Hoitink ing.
- Generaal-majoor der Mariniers Richard Oppelaar
- Generaal-majoor der Infanterie b.d. Bert Dedden
- Generaal-majoor van de Koninklijke Luchtmacht b.d. Ton Tieland
- Schout-bij-nacht b.d. Jacques Brandt
- Kolonel der Koninklijke Marechaussee b.d. mr. Wiete Hopperus Buma
- Kolonel der Koninklijke Marechaussee b.d. mr. Kees Kuijs
- Luitenant-kolonel der Infanterie Gijs Tuinman RMWO
- Luitenant-kolonel van de Koninklijke Luchtmacht b.d. Gerrit Pijpers, secretaris

Het Kapittel heeft volgens Wet en reglement nog drie taken.
- Het verstrekken van inlichtingen aan de minister van Defensie over zaken die de Militaire Willems-Orde betreffen
- Het aanhouden van registers voor de vier klassen van de Militaire Willems-Orde
- Het houden van aantekening van verlening van decoraties aan onderdelen van de krijgsmacht.

De Wet schrijft voor dat Eervolle Vermeldingen en Eresabels door het Kapittel worden geregistreerd omdat de dragers van deze hoge onderscheidingen eventueel ook in aanmerking komen voor benoeming of bevordering in de Militaire Willems-Orde.
In december 2019 is Luitenant-kolonel Gijs Tuinman RMWO toegetreden tot het Kapittel. De beide andere ridders Marco Kroon en Roy de Ruiter hebben op dit moment geen zitting in het Kapittel.